# Якубов, Шербай
Шербай Якубов — советский хозяйственный, государственный и политический деятель.

## Биография
Родился в 1930 году. Член КПСС.
С 1943 года — на хозяйственной, общественной и политической работе. В 1943—1986 гг. — технический секретарь, счетовод, бухгалтер, налоговый инспектор Алтынкульского райфинотдела, заведующий Кургантепинским райфинотделом, начальник Андижанского областного управления гострудсберкасс и госкредита, начальник Андижанского облфинотдела, первый секретарь Андижанского райкома КП Узбекистана (1969—1976), управляющий Узбекской республиканской конторой Госбанка СССР.
Избирался депутатом Верховного Совета Узбекской ССР 9-го, 10-го и 11-го созывов.
Умер в 2016 году.